# Kris Murray
Kristopher James "Kris" Murray (Cedar Rapids, Iowa, 19 de agosto de 2000) es un baloncestista estadounidense que pertenece a la plantilla de los Portland Trail Blazers de la NBA. Con 2,03  metros de estatura, juega en la posición de ala-pívot. Es el hermano gemelo del también jugador profesional Keegan Murray.

## Trayectoria deportiva

### Universidad
Jugó tres temporadas con los Hawkeyes de la Universidad de Iowa,en las que promedió 12,1 puntos, 5,0 rebotes y 1,2 asistencias por partido. En su tercera temporada promedió 20,2 puntos, 7,9 rebotes y 2 asistencias por partido y fue incluido en el mejor quinteto de la Big Ten Conference al finalizar la misma. Fue también fue incluido en el tercer equipo All-American por Associated Press, la Asociación de Periodistas de Baloncesto de los Estados Unidos y Sporting News.

#### Estadísticas
| Año     | Equipo | PJ | PT | MPP  | %TC  | %3P  | %TL   | RPP | APP | ROB | TPP | PPP  |
| ------- | ------ | -- | -- | ---- | ---- | ---- | ----- | --- | --- | --- | --- | ---- |
| 2020–21 | Iowa   | 13 | 0  | 3.2  | .231 | .000 | 1.000 | .6  | .1  | .1  | .1  | .6   |
| 2021–22 | Iowa   | 35 | 1  | 17.9 | .479 | .387 | .645  | 4.3 | 1.1 | .8  | .9  | 9.7  |
| 2022–23 | Iowa   | 29 | 29 | 34.9 | .476 | .335 | .729  | 8.9 | 2.0 | 1.0 | 1.2 | 20.2 |
| total   | total  | 77 | 30 | 31.8 | .473 | .348 | .699  | 8.0 | 2.2 | 1   | 1   | 12.1 |

### Profesional
Fue elegido en la vigesimotercera posición del Draft de la NBA de 2023 por los Portland Trail Blazers.

## Estadísticas de su carrera en la NBA

### Temporada regular
| Año     | Equipo   | PJ  | PT | MPP  | %TC  | %3P  | %TL  | RPP | APP | ROB | TPP | PPP |
| ------- | -------- | --- | -- | ---- | ---- | ---- | ---- | --- | --- | --- | --- | --- |
| 2023-24 | Portland | 62  | 29 | 21.7 | .396 | .268 | .661 | 3.6 | 1.3 | .9  | .3  | 6.1 |
| 2024-25 | Portland | 69  | 6  | 15.1 | .419 | .225 | .456 | 2.6 | 1.0 | .5  | .2  | 4.2 |
| Total   | Total    | 131 | 35 | 28.2 | .406 | .251 | .558 | 3.1 | 1.1 | .7  | .3  | 5.1 |